# Franz Richter (Priester)

Prälat Franz Richter

Prälat Franz Dionysius Richter (* 9. Oktober 1845 in Osterwick; † 1. April 1930 in Bocholt) war ein deutscher römisch-katholischer Geistlicher, Politiker (Zentrumspartei) und Redakteur. Von 1892 bis zu seinem Tode war er Pfarrer von St. Georg in Bocholt.

## Leben
Geboren im münsterländischen Osterwick wurde Franz Richter im Jahre 1871 zum Priester geweiht. Nach kurzer Aushilfstätigkeit wurde er Kaplan in Duisburg. In Duisburg begann er, politisch für die Zentrumspartei aktiv zu werden. In den 1870er Jahren war er Vorsitzender der örtlichen Zentrumspartei. Er arbeitete als Redakteur der Duisburger Volkszeitung. Im Jahre 1892 sollte er Pfarrdechant von Beckum werden, wurde jedoch Pfarrer von St. Georg in Bocholt. Hier war er bis zu seinem Tode 38 Jahre lang tätig. Im Jahr 1904 wurde er vom Papst zum päpstlichen Geheimkämmerer ernannt.

## Auszeichnungen
- Ehrenbürger der Stadt Bocholt am 15. Juli 1917[4]